# Ferdinand Hérold (compositeur)
Pour les articles homonymes, voir Herold.
Louis-Joseph-Ferdinand Hérold est un compositeur français, né le 28 janvier 1791 à Paris et mort le 19 janvier 1833 à Neuilly-sur-Seine.

## De la jeunesse au prix de Rome

Maison natale de Ferdinand Hérold
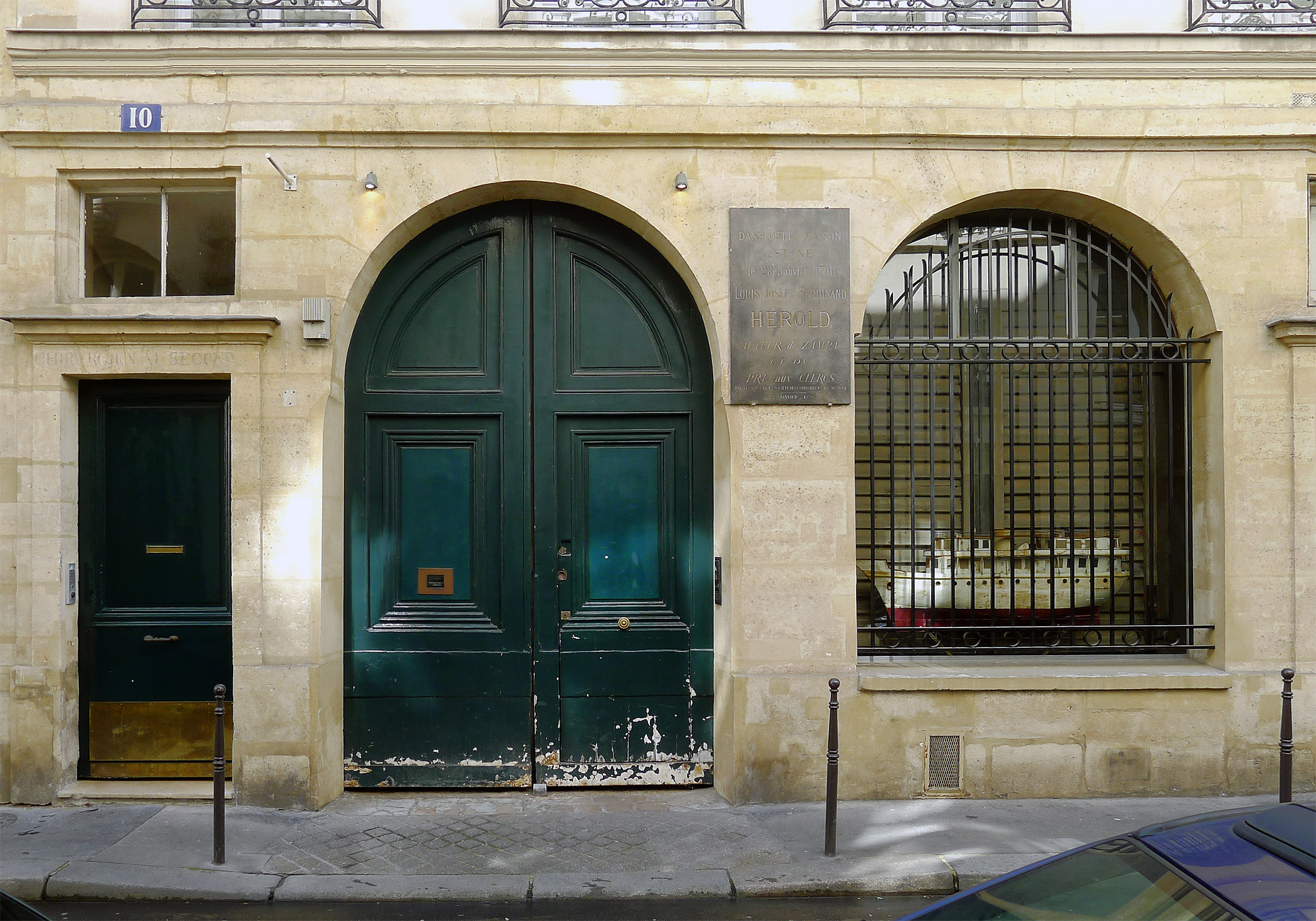
Maison natale de Ferdinand Hérold au n°10, rue Hérold (Paris, Ier).
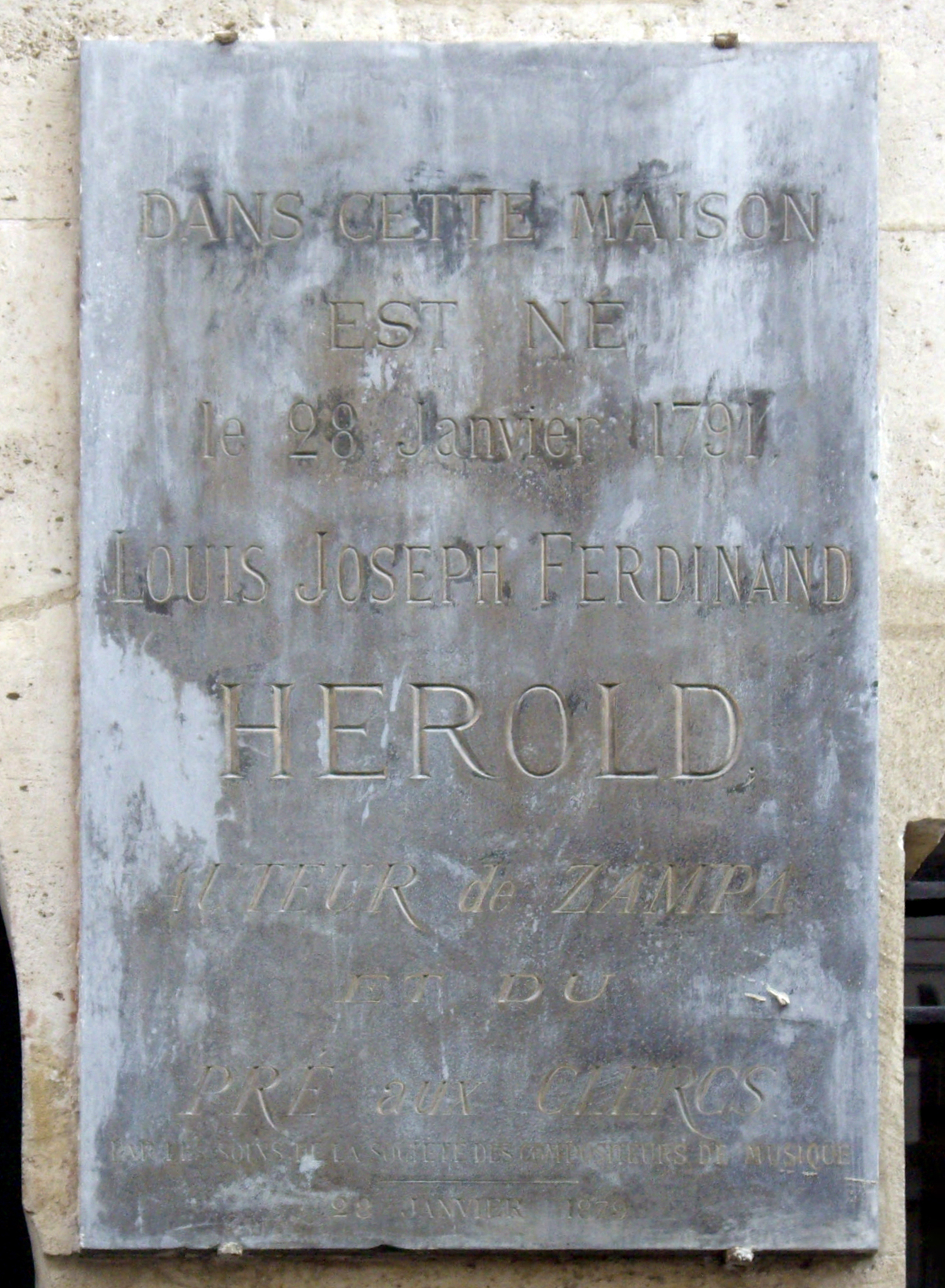
Plaque commémorative associée.

D’origine alsacienne, Ferdinand Hérold est fils unique de François-Joseph Hérold (1755-1802), pianiste et compositeur, et de Jeanne-Gabrielle Pascal. Il est le petit-fils d’un organiste, Nicolas Hérold. Il est donc élevé dans une atmosphère musicale. D’autant plus qu’entré au pensionnat Hix à l’âge de six ans, il suit parallèlement des cours de théorie musicale avec François-Joseph Fétis, le futur éditeur de La Revue musicale. À l’âge de sept ans, il joue du piano et commence déjà à composer.
Son père s’opposait à ce qu’il fasse carrière dans la musique mais la mort de ce dernier, en 1802, lui permet de regarder ce projet avec plus de réalisme. Il entre au Conservatoire de Paris en 1806, où il a des professeurs de tout premier plan : son propre parrain Louis Adam (père du compositeur Adolphe Adam) en piano, Charles Simon Catel en harmonie, Rodolphe Kreutzer en violon et Étienne Nicolas Méhul en composition.
En 1810, il gagne le premier prix de piano, avec un morceau qu’il avait lui-même composé, ce qui ne s’était jamais vu. Il part pour Rome avec François Rude et David d'Angers en 1813 après avoir remporté le Prix de Rome l’année précédente. Au printemps, il y compose sa première symphonie.

## Premières œuvres, premiers triomphes, premiers échecs
En 1815, il part s’installer à Naples pour raisons de santé. Il y compose plusieurs morceaux, dont sa seconde symphonie et trois quatuors pour instruments à cordes. Son premier opéra, La gioventù di Enrico Quinto (La Jeunesse d’Henri V) est représenté au Teatro del Fondo, sous le pseudonyme de Landriani. Alors que les compositeurs français étaient généralement mal reçus, il gagne le succès du public mais pas celui des compositeurs napolitains. Joachim Murat l’engage même pour enseigner le piano à ses filles, si bien qu’après son exécution, il doit quitter l’Italie. Il passe alors par l’Autriche, où Metternich l’emploie quelques mois, par Munich et la Suisse et regagne Paris.
C’est alors qu’il acquiert la célébrité grâce à un opéra écrit en collaboration avec François-Adrien Boieldieu, Charles de France (1816). Il connaît encore le succès cette même année avec un second opéra, Les Rosières, dédié à son ami et professeur Méhul. Si La Clochette (1817) est encore une réussite, ce n’est pas le cas des opéras suivants Le Premier venu et Les Troqueurs (1819), déjà mis en musique en 1753 par Antoine Dauvergne. De mauvais choix de livrets compromettent encore L’Amour platonique et L’Auteur mort et vivant. Hérold, découragé, décide alors d’abandonner l’opéra.
En 1821, il devient assistant au théâtre italien et voyage en Italie pour recruter des chanteurs. Il y retrouve la santé et l’inspiration. Il revient alors sur scène avec un nouvel opéra Le Muletier (1823) sur un livret de Paul de Kock et Lasthénie, puis profite de l’engouement pour l’Espagne après la victoire française du Trocadéro pour présenter Vendôme en Espagne, en collaboration avec Daniel-François-Esprit Auber (1823). En 1824, l’Opéra-Comique lui commande Le Roi René. Il continue cependant à travailler pour le théâtre italien où il devient « maître de chœur » en 1826.

## La maturité

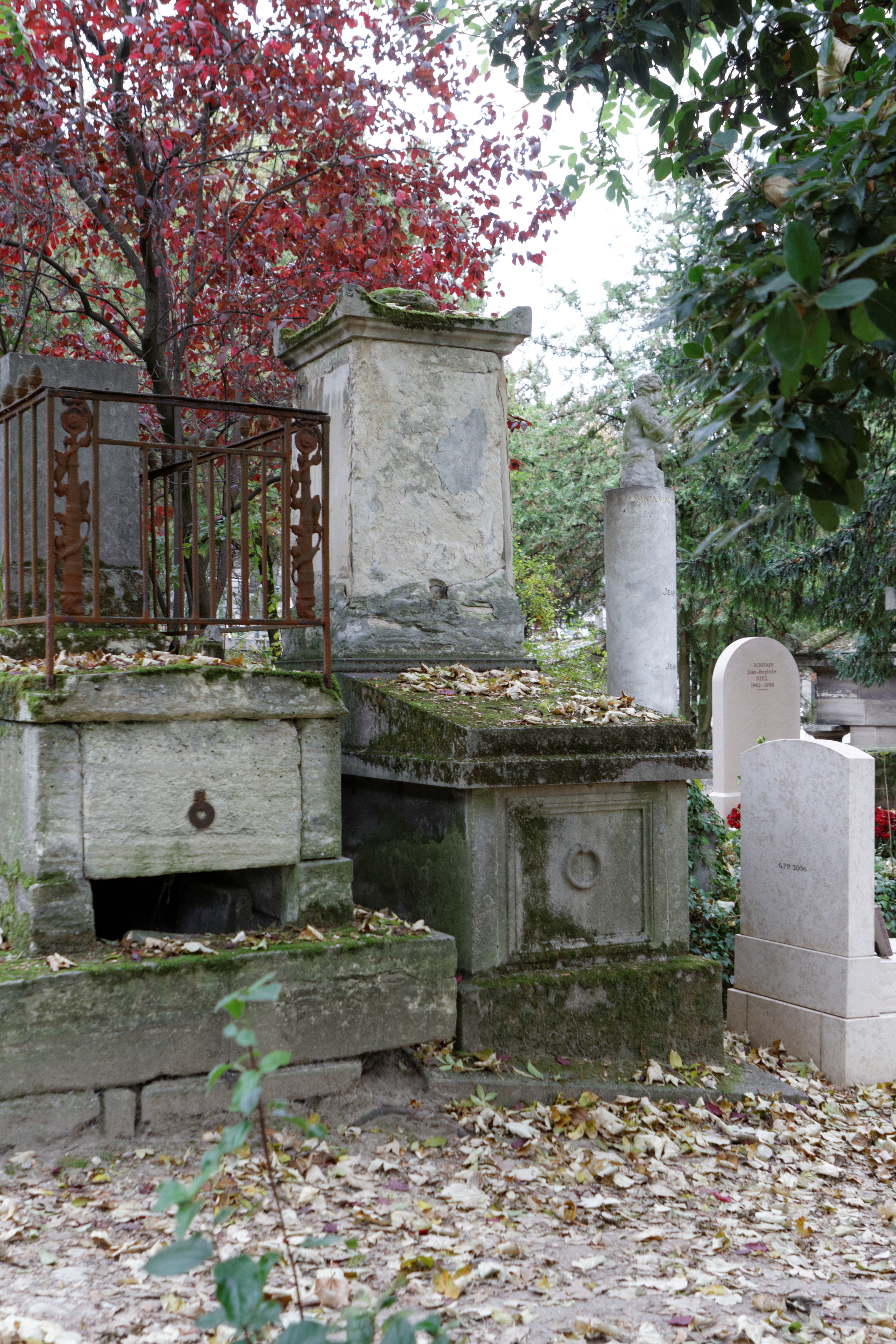
Tombe au cimetière du Père-Lachaise (division 13).

Il écrit toujours énormément et alterne échecs (Le Lapin blanc, L’Illusion) et succès (Marie, Emmeline). Il est néanmoins embauché à l’Académie royale de musique et fait chevalier de la Légion d’honneur en 1828.
Il épouse le 15 novembre 1827 à Neuilly-sur-Seine Adélaïde Elise Rollet (1806-1861) qui lui donne un fils l'année suivante, Ferdinand, futur préfet de la Seine.
1828 voit la création, à la demande du maitre de ballet Jean-Pierre Aumer,  d'une musique de ballet pour une œuvre préexistante depuis 1789 et dont les danses se faisaient sur des airs populaires français : La Fille mal gardée, restée au répertoire jusqu'à nos jours. En plein essor du ballet romantique (La Sylphide, La Fille du Danube, Giselle, La Péri...), dont les thèmes étaient généralement dramatiques, l'originalité de cette œuvre réside dans son sujet comique qui avait été décidé par Jean Dauberval. Musicalement, Hérold réussit à conférer une homogénéité expressive à cet ouvrage : pourtant, en plus de sa propre partition, il a recours à diverses pages de Jean-Paul-Egide Martini (plus connu pour sa mélodie Plaisir d'amour), d'autres empruntées à Gioacchino Rossini et Gaetano Donizetti et adroitement insérées. Il est amusant de relever qu'en pleine expansion de la technique des pointes, c'est une danse de caractère qui retint le plus l'attention sur ce ballet, La Sabotière, dansée comme son nom l'indique, en sabots de bois. Aujourd'hui encore, de l'Opéra de Paris à Covent Garden, la tradition perdure.
Le 3 mai 1831 a lieu la première de l'un de ses opéras les plus célèbres, Zampa, qui est un triomphe en France et en Allemagne où il est encore joué de nos jours. Après avoir collaboré à La Marquise de Brinvilliers (avec entre autres Boieldieu et Auber) et écrit La Médecine sans médecin, il donne en 1832 ce qui est sans doute aujourd’hui son œuvre la plus connue, Le Pré aux clercs, qui atteindra la 1000e représentation en 1871.
Mais en janvier 1833, un mois après la première, Hérold meurt de la tuberculose. Il est enterré au cimetière du Père-Lachaise (13e division). Un opéra inachevé, Ludovic, est terminé par Jacques Fromental Halévy.
Une partie de la rue d’Argout, où se situe sa maison natale, dans le Ier arrondissement de Paris, est rebaptisée en son honneur en 1881.

## Distinctions
- Chevalier de la Légion d'honneur (1828)

## Famille
- François-Joseph Hérold (1755-1802), musicien, marié en 1790 à Jeanne Gabrielle Pascal (1771-1860)
  - Louis Joseph Ferdinand Hérold, marié en 1827 à Adélaïde Rollet
    - Ferdinand Hérold (1828-1882), sénateur en 1876, préfet de la Seine en 1879-1882, marié en 1864 à  Laure Jeanne Juliette Louvain de Pescheloche
      - André Jules Ferdinand Hérold (1865-1940), écrivain
      - Léonie Fernande Gabrielle Hérold (1867- )
      - Joseph Étienne Georges Hérold (1869-1879)
      - Claire Eugénie Martianne Hérold (1870-1871)
      - Louis Maurice Alphonse Hérold (1872-1962), artiste statuaire, maire d'Ablon-sur-Seine (1908-1919)

    - Adèle Hérold (1830-1906), mariée en 1854 à Jean-Jules Clamageran (1827-1883)
    - Eugène Hérold (1832- )

## Œuvre
Ferdinand Hérold laisse environ 160 partitions.

### Opéras
- La gioventù di Enrico quinto (1815), livret italien de Landriani adapté de la comédie d'Alexandre Duval – reçoit un accueil triomphal ;
- Charles de France ou Amour et Gloire (1816), en collaboration avec Boieldieu, livret de Théodore d'Artois et Emmanuel Théaulon ;
- Corinne au Capitole  (1816) ;
- Les Rosières  (1817), livret de Théaulon – 44 représentations ;
- La Clochette ou le Diable page  (1817), livret de Théaulon – dépasse la 100e représentation ;
- Le Premier Venu ou Six lieues de chemin  (1818) – ne se maintient pas à l'affiche ;
- Les Troqueurs  (1819), d'après l'opéra de Dauvergne ;
- L'Amour platonique  (1819), livret d'Auguste Rousseau – retiré après la générale ;
- L'Auteur mort et vivant  (1820) ;
- Le Muletier  (1823), livret de Paul de Kock d'après le conte de Jean de La Fontaine ;
- Lasthénie   (1823) – 26 représentations ;
- Vendôme en Espagne  (1823), en collaboration avec Auber ;
- Le Roi René ou La Provence au quinzième siècle (1824) –  inspiré de mélodies provençales (échec) ;
- Le Lapin blanc  (1825), livret de Mélesville et Carmouche ;
- Almédon ou le Monde renversé  (1826), retitré Marie, livret d'Eugène de Planard  – plus de 400 représentations à l'Opéra-Comique ;
- L'Illusion  (1829) – une centaine de représentations ;
- Emmeline  (1829) ;
- L'Auberge d'Auray  (1830), en collaboration avec Michele Carafa ;
- Zampa ou la Fiancée de marbre (1831) –  l'œuvre la plus connue d'Herold ;
- La Marquise de Brinvilliers (1831), drame lyrique collectif avec Auber, Batton, Berton, Blangini, Boieldieu, Carafa, Cherubini et Paër) ;
- La Médecine sans médecin (1832), opéra en un acte, livret de Scribe ;
- Le Pré aux Clercs (1832) – son ultime chef-d'œuvre ;
- Ludovic (1833) –  complété après sa mort par Halévy.

Sources : Vincent Giroud, « Hérold et Zampa reviennent à l'Opéra-Comique », Opéra Magazine no 26, février 2008.

### Ballets
Précédant Adolphe Adam, Hérold est considéré comme l'un des pères du grand ballet romantique, avec Jean Schneitzhoëffer (compositeur de La Sylphide française de 1832).
- Astolphe et Joconde ou les Coureurs d'aventures  (1827) ;
- La Somnambule ou l'Arrivée d'un nouveau seigneur  (1827) ;
- La Fille mal gardée  (1828) ;
- Lydie  (1828) ;
- La Belle au bois dormant  (1829) ;
- La Noce de village  (1830).

### Autres
- Ariane (1811), cantate concourant pour l'obtention du Prix de Rome ;
- La Duchesse de La Vallière ou Mlle de Lavallière (1812), cantate qui lui vaut le Prix de Rome ;
- Symphonie no 1 en do majeur  (1813) ;
- Trois quatuors pour instruments à cordes  (1814)
  - no 1 en ré majeur
  - no 2 en ut majeur
  - no 3 en sol mineur
- Symphonie no 2 en ré majeur (1815).

4 concertos pour piano et orchestre ː 
- Concerto pour piano et orchestre n° 1, en mi majeur (1810)
- Concerto pour piano et orchestre n° 2, en mi bémol majeur (1811)
- Concerto pour piano et orchestre n° 3, en la majeur (1813)
- Concerto pour piano et orchestre n° 4, en mi mineur (1813)

Hérold a également composé 6 sonates et 57 compositions diverses pour piano.
- Sonate n° 1 en ut majeur, opus 1 (1810)
- Sonate pour piano, opus 3 n° 1
- Sonate pour piano, opus 3 n° 2
- Sonate pour piano, opus 3 n° 3
- Sonate « L’Amante disperato », opus 5 n° 2
- Sonate en la bémol majeur opus 9, (1817)

## Discographie

### Musique instrumentale
- Quatre sonates pour harpe avec accompagnement d’alto par Rachel Talitman (harpe) et Pierre-Henry Xuereb (alto) – CD Harpandco 505014 (enregistré en 2008)
- Trois quatuors pour instruments à cordes par le quatuor Annesci –  CD REM 311214 (enregistré en 1993)
- Caprice pour piano et orchestre à cordes par Robert Veyron-Lacroix (piano) et l'orchestre de chambre J.-F. Paillard, Jean-François Paillard (dir.) in Musique française sous la Restauration (+ Jadin, Bochsa et Nadermann)  – LP Erato RC350 (enregistré en juin 1978) - inédit en CD
- Concertos pour piano et orchestre no 2 en mi bémol majeur, no 3 en la majeur & no 4 en mi mineur par Jean-Frédéric Neuburger, piano, et le Sinfonia Varsovia dirigé par Hervé Niquet – CD Mirare MIR127 (enregistré en 2010)
- Symphonies nos 1 et 2, ouvertures de Zampa et Le Pré-aux-Clercs, orchestre de la Suisse italienne, Wolf-Dieter Hauschild (dir.)  –  CD Dynamic CDS 282 (enregistré en 1998)

### Ballets
- La Somnambule, orchestre Victoria, Richard Bonynge (dir.)  –  CD Melba Recordings MR301087 (enregistré en 2004)
- La Fille mal gardée :
  - Orchestra of the Royal Opera House Covent Garden, John Lanchbery (dir.). 2 CD Decca 480 849-2 (enregistré en 1980)  –  intégrale
+ Charles Lecocq, Mam'zelle Angot (ballet) par Richard Bonynge
  - Royal Liverpool Philharmonic Orchestra, Barry Wordsworth (dir.). 2 CD EMI « Classics for pleasure » 7243-5-86178-2-5 (enregistré en 1983)  –  extraits
+ André Messager : Les Deux Pigeons par John Lanchbery et Isoline par Jean-Pierre Jacquillat

### Musique vocale
- Ariane, cantate de 1811 pour le Prix de Rome, Karine Deshayes (mezzo-soprano) & l'Ensemble Opera Fuoco, David Stern (dir.)  –  CD Zig Zig Territoire en partenariat avec le Palazzetto Bru Zane (ZZT337, enregistré en 2013) - en complément : arias et cantates de Cherubini (Médée & Circé), Boisselot (Velléda), Catel (Sémiramis)

### Opéras, opéras-comiques
- Le Pré-aux-Clercs :
  - 1°) Berthe Monmart, Denise Boursin, Claudine Collart, Joseph Peyron, Camille Maurane, Gaston Rey, Lucien Lovano, Pierre Germain, chœurs et orchestre de la Radio-Lyrique, Robert Benedetti (dir.)  – 2 CD Gaieté Lyrique 2020121 (enregistré en 1959)  – intégrale
+ Le Muletier, André Mallabrera, Joseph Peyron, Gérard Friedmann, Lina Dachary, Claudine Collart, Orchestre lyrique de l’ORTF, Jean-Pierre Marty (enregistré en 1968)
  - 2°) Renée Doria, Michèle Le Bris, Françoise Louvay, Michel Sénéchal, Adrien Legros, Pierre Giannotti, Jésus Etcheverry (dir.) – CD Philips Classics 456 603-2 (enregistré en 1963) - extraits
+ Ouverture de Zampa, Orchestre symphonique de Detroit, Paul Paray (dir.) - enregistré en 1960. Munger,
    - 3°) Spyres... Chœurs et Orchestre Gulbenkian, Paul McCreesh (dir.) – Livre CD Opéra, édition Bru Zane (enregistré en 2015) - intégrale

Précision : un coffret de 2 CD regroupant l'intégrale Benedetti et la sélection Etcheverry est paru à l'été 2015 chez Malibran, complété par des extraits de Zampa et l'ouverture dirigée par Paul Paray.